# 阿米尔·卡比尔理工大学
阿米尔·卡比尔理工大学（波斯語：‎，縮寫AUT）, 又称为德黑兰理工大学, 是位于伊朗德黑兰的公立理工大学。AUT成立于1928年，是伊朗历史第二悠久的理工大学。
它被称为「工程大学之母」。该大学的新生入生是高度竞争性的，本科和研究生课程的入学要求在伊朗大学入学考试（称为「Konkour」）中取得前1%的成绩。
大学成立于1928年，当时是一所技术学院，1956年由哈比卜·纳菲西进一步发展成为一所成熟的大学，之后在巴列维王朝时期由穆罕默德·阿里·莫伊塔赫迪博士进行了扩建和扩大。它被命名为德黑兰理工大学，最初提供五个工程学位，即电气和电子、机械、纺织、化学以及建筑和基础设施。1979年伊朗革命胜利前六个月，德黑兰理工大学以伊朗卡扎尔王朝纳赛尔丁沙阿统治期间第一任首相阿米尔·卡比尔（1807－1852年）的名字重新命名，他被广泛认为是伊朗近代史上第一个推行现代化改革的政治家。
该大学现在有18个科学和工程系，几十个研究小组和实验室以及其他三个附属中心，分别位于Garmsar、Bandar Abbas和Mahshahr。大约有13400名学生在本科和研究生课程中注册。AUT有超过500名全职学术人员和550名行政人员，使其成为全国大学中工作人员与学生比例最高的大学。行政部门由四个部门组成，这些部门在规划和管理事务方面得到理事会的参与。
AUT已经与国际大学签署了研究和教育合作协议。在AUT和伯明翰大学之间有一个联合项目。AUT是伊朗數位學習系统的领先大学之一，于2004年开始活动。AUT是伊朗可持续发展的先驱，并在2011年成立了可持续发展办公室。该办公室的活动通过减少能源消耗、成本和排放为AUT校园做出了贡献，同时也为学生提供了课程作业，为学生提供了志愿者机会，以及关于可持续发展的研究和教育学术活动。

## 历史
阿米尔卡比尔技术大学的建立和形成可以追溯到1956年10月，由哈比卜·纳菲西完成。当时大学的核心是以德黑兰理工大学的名义成立的，目的是扩大两个学院的活动：土木工程学院和高等艺术中心。在德黑兰理工学院的创始人哈比卜·纳菲西之后，阿贝迪博士担任了几个月的校长，直到1963年初，著名的阿尔博尔兹高中的校长穆罕默德·阿里·莫伊塔赫迪博士被任命为该大学的校长。莫伊塔赫迪博士的成就之一是建造了一个阶梯教室、一个餐饮区和一个运动场以及各种教员建筑物。
该大学已发展成为国家科学和工程中心，其本科生人数超过7000人，另有6400名研究生。该大学拥有35个本科专业，约90个理学硕士专业和36个博士和博士后项目。